# عبد الله التطاوي
عبد الله التطاوي (1950 - ) مؤلف وشاعر وأكاديمي وأديب ولغوي مصري، هو أستاذ الأدب العربي بكلية الآداب في جامعة القاهرة منذ عام 1991، وعضواً في جمعية الدراسات الإسلامية بالمعهد العالي للدراسات الإسلامية بالقاهرة، وعضواً في مجلس إدارة مركز للغة العربية بجامعة القاهرة، حاصل على جائز الدولة التقديرية في الآداب، ونائب رئيس جامعة القاهرة لشؤون المجتمع والبيئة.

## مؤلفاته
1. أبعاد قرائية بين الشعر القديم ونقده
2. أشكال الصراع في القصيدة العربية
3. ابعاد المؤثر الاسلامي في القصيدة العربية
4. احتفال كلية الآداب بذكرى طه حسين
5. التراث والمعارضة عند أحمد شوقي
6. الجدل والقص في النثر العباسي
7. الحوار الثقافي: مشروع التواصل والانتماء
8. الشاعر مؤرخا
9. الصورة الفنية في شعر مسلم بن الوليد
10. العشوائيات والبطالة
11. القصيدة العباسية: قضايا واتجاهات
12. اللغة والمتغير الثقافي: الواقع والمستقبل
13. المعارضات الشعرية: (أنماط وتجارب)
14. المعارضة الشعرية بين التقليد والابداع
15. الموقف الفكري والنقدي في ابداع أبي تمام
16. النظرية والتجربة عند أعلام الشعر العباسي
17. أبو تمام صوت وإصداء
18. بائية ابي تمام: قراءة نقدية تاريخية
19. تجديد الخطاب الفكري
20. ثقافة أبي تمام من شعره
21. حركة الشعر بين الفلسفة والتاريخ
22. حركة الشعر في ظل المؤثرات الإسلامية
23. حضور الآخر في ذاكرة الشاعر العربي
24. سينية البحتري: البعد النفسي والمعارضة
25. شرح الكواكب الدرية في مدح خير البرية
26. عصر بني أمية
27. في القصيدة الجاهلية والأموية: درس تحليلي
28. قصيدة المدح العباسية بين الاحتراف والإمارة
29. اللغة العربية والسياق الثقافي
30. مائة عام من التنوير 1908-2008
31. مختارات من ديوان الشعر العربي
32. مداخل ومشكلات حول القصيدة العربية القديمة
33. مدارس الإبداع والنقد: صيغ التواصل
34. مرجعية الشعر العباسي بين الخبر والنص
35. مستويات الحوار في فنون النثر العباسي
36. مصادر الفكر في شعر أبي تمّام
37. مقدمات في تاريخ أدبنا القديم: ونصوص شعرية ونثرية
38. ملتقى الشعر من أجل التعايش السلمي
39. من العطاء الحضاري للإسلام
40. منهجية البحث الأدبي ومداخل التفكير العلمي
41. مواقف أدبية
42. التعليم : قضية مجتمع ومستقبل أمة
43. تقاطعات الحركة الشعرية بين الموروث والفردي
44. في الطريق إلى المشترك الإنساني : مؤشرات وتداعيات
45. مداخل فكرية ونفسية إلى المتنبي